# Draft 1976 de la NBA
1975 1977
La draft 1976 de la NBA est la 30e draft annuelle de la National Basketball Association (NBA), se déroulant en amont de la saison 1976-1977. Elle s'est tenue le 8 juin 1976 à New York. Elle se compose de 10 tours et 173 joueurs ont été sélectionnés,. Juste après la draft, en août 1976, une fusion est réalisée entre la NBA et l'American Basketball Association (ABA), résultant d'une draft de dispersion parmi les deux équipes n'intégrant pas la ligue.
Lors de cette draft, 18 équipes de la NBA choisissent à tour de rôle des joueurs évoluant au basket-ball universitaire américain, ainsi que des joueurs internationaux. Si un joueur quittait l’université plus tôt, il n'était pas éligible pour la draft jusqu’à ce que sa classe d’université ait obtenu son diplôme. Avant cette draft, 26 joueurs ont été déclarés admissibles à la sélection en vertu de la "hardship rule", un cas similaire dans lequel Spencer Haywood a plaidé avec succès dans son procès contre la NBA, ce qui lui a permis de jouer en NBA avant que sa classe collégiale ne soit diplômée. Ces joueurs avaient présenté une demande et fourni des preuves de difficultés financières à la ligue, ce qui leur a accordé le droit de commencer à gagner leur vie en commençant leur carrière professionnelle plus tôt. Il s’agissait de la première ébauche où des sous-classes du collège ont été autorisés à entrer.
Les deux premiers choix de la draft se décident entre les deux équipes arrivées dernières de leur division l'année précédente, à l'issue d'un pile ou face. Les choix de premier tour restant et les choix de draft sont affectés aux équipes dans l'ordre inverse de leur bilan victoires-défaites lors de la saison 1975-1976.
John Lucas est sélectionné en premier choix de cette draft, par les Rockets de Houston, en provenance du Maryland. C'est le 6e choix, Adrian Dantley, qui remporte le titre de NBA Rookie of the Year, avec la franchise des Braves de Buffalo.
Quatre joueurs issus de cette draft sont intronisés au Basketball Hall of Fame (Dantley, Robert Parish, Alex English et Dennis Johnson). De plus, trois joueurs issus de la draft de dispersion de l'ABA sont nommés Hall of Famers avec Artis Gilmore, Moses Malone et Louie Dampier.

## Draft
| ^ | Signale un joueur qui a été intronisé au Basketball Hall of Fame                                                                |
| * | Signale un joueur qui a été sélectionné pour au moins un match annuel NBA All-Star Game et une récompense annuelle All-NBA Team |
| + | Signale un joueur qui a été sélectionné pour au moins un match annuel NBA All-Star Game                                         |
| m | Signale un joueur qui a remporté le titre de MVP au cours de sa carrière                                                        |
| R | Signale le joueur qui a remporté le titre de NBA Rookie of the Year                                                             |

### Premier tour
| Choix | Nom                | Position          | Nationalité | Équipe                                                 | Provenance                       |
| ----- | ------------------ | ----------------- | ----------- | ------------------------------------------------------ | -------------------------------- |
| 1     | John Lucas         | Meneur            | États-Unis  | Rockets de Houston (d'Atlanta)                         | Terrapins du Maryland            |
| 2     | Scott May          | Ailier            | États-Unis  | Bulls de Chicago                                       | Hoosiers de l'Indiana            |
| 3     | Richard Washington | Ailier fort Pivot | États-Unis  | Kings de Kansas City                                   | Bruins d'UCLA                    |
| 4     | Leon Douglas       | Ailier fort Pivot | États-Unis  | Pistons de Détroit                                     | Crimson Tide de l'Alabama        |
| 5     | Wally Walker       | Ailier            | États-Unis  | Trail Blazers de Portland                              | Cavaliers de la Virginie         |
| 6     | Adrian Dantley^ R  | Arrière Ailier    | États-Unis  | Braves de Buffalo (de La Nouvelle-Orléans via Phoenix) | Fighting Irish de Notre Dame     |
| 7     | Quinn Buckner      | Meneur            | États-Unis  | Bucks de Milwaukee                                     | Hoosiers de l'Indiana            |
| 8     | Robert Parish^     | Pivot             | États-Unis  | Warriors de Golden State (de Los Angeles)              | Centenary                        |
| 9     | Armond Hill        | Meneur            | États-Unis  | Hawks d'Atlanta (de Houston)                           | Tigers de Princeton              |
| 10    | Ron Lee            | Meneur            | États-Unis  | Suns de Phoenix                                        | Ducks de l'Oregon                |
| 11    | Bob Wilkerson      | Ailier Arrière    | États-Unis  | SuperSonics de Seattle                                 | Hoosiers de l'Indiana            |
| 12    | Terry Furlow       | Arrière Ailier    | États-Unis  | 76ers de Philadelphie                                  | Spartans de Michigan State       |
| 13    | Mitch Kupchak      | Ailier fort Pivot | États-Unis  | Bullets de Washington (de Buffalo)                     | Tar Heels de la Caroline du Nord |
| 14    | Larry Wright       | Meneur            | États-Unis  | Bullets de Washington                                  | Tigers de Grambling State        |
| 15    | Chuckie Williams   | Arrière           | États-Unis  | Cavaliers de Cleveland                                 | Wildcats de Kansas State         |
| 16    | Norm Cook          | Ailier            | États-Unis  | Celtics de Boston                                      | Jayhawks du Kansas               |
| 17    | Sonny Parker       | Ailier Arrière    | États-Unis  | Warriors de Golden State                               | Aggies du Texas                  |

### Joueurs notables sélectionnés au-delà du second tour
| Choix | Nom             | Position          | Nationalité | Équipe                                                  | Provenance                      |
| ----- | --------------- | ----------------- | ----------- | ------------------------------------------------------- | ------------------------------- |
| 23    | Alex English^   | Ailier            | États-Unis  | Bucks de Milwaukee (de La Nouvelle-Orléans via Atlanta) | Gamecocks de la Caroline du Sud |
| 25    | Lonnie Shelton+ | Ailier fort Pivot | États-Unis  | Knicks de New York                                      | Beavers d'Oregon State          |
| 29    | Dennis Johnson^ | Arrière           | États-Unis  | SuperSonics de Seattle                                  | Waves de Pepperdine             |
| 99    | Leon Douglas    | Arrière           | États-Unis  | 76ers de Philadelphie                                   | Gamecocks de la Caroline du Sud |

## Draft de dispersion ABA
La draft de dispersion ABA 1976 s'est déroulée le 5 août 1976, à la suite de la fusion entre l'American Basketball Association (ABA) et la National Basketball Association (NBA). Elle a pour but de sélectionner des joueurs des Colonels du Kentucky et les Spirits of St. Louis, les deux franchises de l’American Basketball Association qui n’étaient pas incluses dans la fusion ABA-NBA.
| Choix | Nom                 | Position          | Nationalité | Équipe                                | Provenance           |
| ----- | ------------------- | ----------------- | ----------- | ------------------------------------- | -------------------- |
| 1     | Artis Gilmore^      | Pivot             | États-Unis  | Bulls de Chicago                      | Colonels du Kentucky |
| 2     | Maurice Lucas*      | Ailier fort Pivot | États-Unis  | Trail Blazers de Portland (d'Atlanta) | Colonels du Kentucky |
| 3     | Ron Boone           | Ailier Arrière    | États-Unis  | Kings de Kansas City                  | Spirits of St. Louis |
| 4     | Marvin Barnes       | Ailier fort Pivot | États-Unis  | Pistons de Détroit                    | Spirits of St. Louis |
| 5     | Moses Malone^ m     | Pivot             | États-Unis  | Trail Blazers de Portland             | Spirits of St. Louis |
| 6     | Randy Denton        | Pivot             | États-Unis  | Knicks de New York                    | Spirits of St. Louis |
| 7     | Bird Averitt        | Arrière           | États-Unis  | Braves de Buffalo (de Milwaukee)      | Colonels du Kentucky |
| 8     | Wil Jones           | Ailier fort       | États-Unis  | Pacers de l'Indiana                   | Colonels du Kentucky |
| 9     | Ron Thomas          | Ailier Arrière    | États-Unis  | Rockets de Houston                    | Colonels du Kentucky |
| 10    | Louie Dampier^      | Meneur            | États-Unis  | Spurs de San Antonio                  | Colonels du Kentucky |
| 11    | Jan van Breda Kolff | Ailier            | États-Unis  | Nets de New York                      | Colonels du Kentucky |
| 12    | Mike Barr           | Arrière           | États-Unis  | Kings de Kansas City                  | Spirits of St. Louis |